# Рейнхарт, Хейли
Хейли Элизабет Рейнхарт — американская певица, автор песен и актриса из Уилинга, штат Иллинойс. Впервые привлекла к себе внимание, заняв третье место в десятом сезоне популярного шоу «Американский идол». В июле 2011 года Рейнхарт заключила контракт с Interscope Records. Дебютный альбом «Listen Up!» вышел 22 мая 2012 года и был высоко оценён критиками. После этого Рейнхарт стала первой выпускницей шоу «American Idol», которая выступила на фестивале Lollapalooza.
Рейнхарт получила широкое признание в 2015 году, выступая и гастролируя со Scott Bradlee's Postmodern Jukebox. Наиболее заметной совместной работой группы с певицей стала джазовая кавер-версия песни Radiohead «Creep» — провела 58 недель подряд в чарте Billboard Jazz Digital Songs и была высоко оценена критиками. В том же году она получила дополнительную известность, когда завирусилась кавер-версия песни Элвиса Пресли «Can’t Help Falling in Love», использованная в рекламе жевательной резинки Extra, заняв 16-е место в американском чарте Adult Contemporary и впоследствии была сертифицирована Американской ассоциацией звукозаписывающих компаний на платиновый статус 31 июля 2023 года. В 2016 году Рейнхарт получила за эту песню премию «Каннский лев» в области развлечений и премию «Клио». Кроме того, 18 декабря 2015 года она дебютировала в роли Билли Мерфи в анимационной комедии «F Is for Family» на Netflix. Она повторила эту роль в качестве исполнительницы основного состава во втором, третьем, четвёртом и пятом сезонах сериала.

## Художественное мастерство

### Стиль
Стиль Хейли характеризуется сочетанием поп-музыки с элементами ретро-попа и традиционного джаза. Её выступления на шоу «Idol» часто получали высокую оценку критиков за джазовые и блюзовые элементы, построенные на основе рока в духе Джоплин. Дебютный альбом был отмечен за уникальное сочетание различных музыкальных жанров, включая поп, R&B, рок-н-ролл и соул. Это сочетание было названо «вневременным и неотразимо свежим». Рейнхарт писала музыку так, чтобы передать «ту первозданную музыкальность, которая так много значит для меня». О своем первом альбоме она говорит: «Дело было не в усердии, а в чистоте чувств и энергии. Для меня это самое главное. Именно это я хочу привнести в музыку сегодня». Джейсон Скотт из Popdust отметил за «изящную манеру, с которой она передает лирику… раскрепощенную, дерзкую уверенность, замаскированную подмигиванием и улыбкой». В обзоре для Better он также высказал мнение, что «основой её творчества всегда были джазовые стандарты 30-х и 40-х годов с лакированным покрытием в стиле диско 60-х, в равной степени добавляя немного соула».
Неосоул и R&B звучание Хейли сравнивали с такими современными исполнительницами, как Адель, Даффи и Эми Уайнхаус, а её ретро-поп, диско и джаз звучание приравнивали к Нэнси Синатре, Дайане Росс и Supremes, Арете Франклин и другим артистам Motown. Журнал Atwood также приписал «необузданную натуру Дженис Джоплин, мастерство Эллы Фитцджеральд и передовое влияние Этты Джеймс, что доказывает, что нет ничего, чего бы она не могла сделать».

### Голос и тембр
У Хейли Рейнхарт легкое лирическое сопрано, а диапазон составляет три октавы. Голос хвалят за её узнаваемый хрип и рычание, которые она способна контролировать в течение длительного времени, не испытывая при этом никаких проблем с вокалом. Её талант заключается в умении плавно переходить от нежных вибрато и шёпота в нижнем регистре к мощным «гортанным» звукам (белтингу) в нижнем регистре. Голос певицы был высоко оценён за его «дымчатость», терпкость и резонирующий характер звучания. Её также признали за универсальность её голоса и эффективное использование фальцета. Рейнхарт хвалят за её технику скэттинга (ритмикона), которая напоминает манеру Фицджеральд, а также йодлинг. Особого внимания заслуживают её частые сеансы отклика и ответа во время живых выступлений.
Раннее вокальное образование девушка получила от матери и никогда не обучалась профессионально. В детстве она научилась технике скэттинга и призыва и ответа у своего отца, который скэттил, а затем заставлял её повторять звуки за ним.

## Дискография
- Listen Up! (2012)
- Better (2016)
- What’s That Sound? (2017)
- Lo-Fi Soul (2019)
- Off the Ground (2022)